# Vitória do Xingu
Vitória do Xingu est une municipalité brésilienne située dans l'État du Pará.